# Prokope
Als Prokope (altgriechisch προκοπή prokopḗ, deutsch ‚das Fortschreiten‘) bezeichnet man in der Sprachwissenschaft die Tilgung (Elision) eines oder mehrerer Sprachlaute am Wortanfang, der im Verlauf eines Sprach- oder Lautwandels auftritt. Bekanntes Beispiel ist die Entstehung des deutschen Wortes Bischof aus dem lateinischen episcopus.
Eine aktuell in einigen deutschen Sprachregionen zu beobachtende Prokope ist der Wegfall von „he-“ oder „hi-“ in den Wörtern „heraus“ oder „hinaus“, die dadurch zu „naus“ in südlichen deutschen Sprachgebieten und „raus“ im nordwestlichen Deutschland zusammenfallen. Allgemein wird sie in gesprochener Umgangssprache meist realisiert, während sie abgesehen von wörtlicher Rede im Schriftdeutschen sowie im etwas formelleren Standarddeutschen nicht vorkommt.
Die Elision von einzelnen Lauten oder Silben allgemein, also nicht nur im Rahmen eines Lautwandels, sondern insbesondere als Stilmittel oder poetisches Instrument wird als Aphärese bezeichnet.